# فرانك توماس
فرانك توماس (بالإنجليزية: Frank Thomas)‏ (5 أبريل 1877 ببرستل في المملكة المتحدة - 20 مايو 1924 ببرستل في المملكة المتحدة) هو لاعب كريكت بريطاني (وحمل سابقاً جنسية المملكة المتحدة لبريطانيا العظمى وأيرلندا). لعب مع نادي مقاطعة غلوستر للكريكت ‏.

## وصلات خارجية
- فرانك توماس على موقع إي آس بي آن كريك إنفو (الإنجليزية)